# Radiogalassia

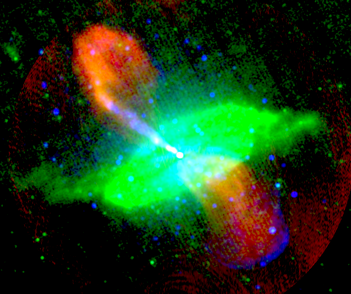
Immagine composita che mostra la radiogalassia Centaurus A nei raggi X, nell'infrarosso a 24 μm e nelle onde radio.

Le radiogalassie sono galassie caratterizzate da un'emissione di onde radio molto intense, circa 100 volte superiori rispetto a quelle delle normali galassie visibili. I radiolobi di elevata energia vengono alimentati dal loro nucleo galattico attivo. Hanno luminosità che arrivano fino a 1039 W nelle onde radio con lunghezze comprese tra 10 MHz e 100 GHz. L'emissione radio è dovuta alla radiazione di sincrotrone.
La prima radiogalassia, che fu chiamata Cygnus A, venne scoperta nel 1939 all'interno della costellazione del Cigno da Grote Reber: essa emette onde radio in questa banda spettrale un milione di volte più intensamente della nostra galassia, la Via Lattea.
Con lo sviluppo dei radiotelescopi e poi dei radiointerferometri, si sono potute identificare altre forti radiosorgenti; come ad esempio M82, M87 e Centaurus A.
Si è successivamente scoperta la presenza, mediante analisi ad alta risoluzione, di una sorgente radio compatta, coincidente con il nucleo della galassia. 
Oltre alle radiogalassie estese, esistono anche radiosorgenti compatte, nelle quali cioè l'emissione radio è limitata al nucleo della galassia, in una regione estesa all'incirca un anno luce.  Le controparti ottiche di questo tipo di radiosorgenti sono i quasar.
Nel caso di radiosorgenti estese, è possibile determinare l'età dei radiolobi a partire dalla velocità stimata di emissione del gas dal nucleo e dall'estensione dei lobi stessi. Di solito essa risulta compresa tra 1 e 100 milioni di anni. L'emissione di una radiogalassia in genere non dura molto a lungo, a meno che gli elettroni non vengano continuamente rimpiazzati; è perciò ipotizzabile che la fase durante la quale la radiogalassia si manifesta come tale non sia che una frazione della vita della galassia stessa.